# Dopolavoro Lanificio di Manerbio 1927-1928
Questa pagina raccoglie le informazioni riguardanti il Dopolavoro Lanificio di Manerbio nelle competizioni ufficiali della stagione 1927-1928.

## Rosa
| N. |                   | Ruolo | Calciatore                |
| -- | ----------------- | ----- | ------------------------- |
|    | Italia (bandiera) | D     | Bonassetti                |
|    | Italia (bandiera) | D     | Boninsegna                |
|    | Italia (bandiera) | D     | Pietro Bonometti          |
|    | Italia (bandiera) | A     | Guovanni Borghetti        |
|    | Italia (bandiera) | A     | Pasquale Andrea Casalotti |
|    | Italia (bandiera) | A     | Ferdinando Del Pietro     |
|    | Italia (bandiera) | D     | Fredi (I)                 |

| N. |                   | Ruolo | Calciatore        |
| -- | ----------------- | ----- | ----------------- |
|    | Italia (bandiera) | C     | Fredi (II)        |
|    | Italia (bandiera) | C     | Grazioli          |
|    | Italia (bandiera) | P     | Carlo Marasini    |
|    | Italia (bandiera) | C     | Luigi Montini     |
|    | Italia (bandiera) | P     | Luigi Pallavicini |
|    | Italia (bandiera) | D     | Andrea Rozzoni    |
|    | Italia (bandiera) | D     | Luigi Vielmi      |